# Romeo Neri
Romeo Neri (26. března 1903 Rimini – 23. září 1961 tamtéž) byl italský reprezentant ve sportovní gymnastice, trojnásobný olympijský vítěz. Připravoval se v klubu SG Libertas Rimini.
Od mládí provozoval závodně různé sporty, jako plavání, vzpírání a atletiku, na gymnastiku se zaměřil po ukončení vojenské služby a jeho trenérem se stal Alberto Braglia. Stal se čtyřnásobným mistrem Itálie ve víceboji (1928, 1929, 1930 a 1933). Na olympijských hrách 1928 získal stříbrnou medaili ve cvičení na hrazdě a byl čtvrtý ve víceboji. Na olympijských hrách v roce 1932 vyhrál víceboj jednotlivců, bradla a byl členem vítězného týmu, se třemi zlatými medailemi byl spolu s americkou plavkyní Helene Madisonovou nejúspěšnějším účastníkem losangeleské olympiády. Na mistrovství světa ve sportovní gymnastice v roce 1934 obsadil druhé místo ve víceboji a třetí v přeskoku. Na OH 1936 musel pro zranění bicepsu předčasně odstoupit ze soutěže.
Po druhé světové válce trénoval italskou gymnastickou reprezentaci, v níž byl i jeho syn Romano Neri. V jeho rodném Rimini je po něm pojmenován sportovní stadion Stadio Romeo Neri, má také svoji hvězdu na Chodníku slávy italského sportu v Římě.